# Kelly Liggan
Kelly Liggan (née le 5 février 1979 en Espagne) est une joueuse de tennis irlandaise, professionnelle depuis la fin des années 1990.
Pendant sa carrière, Kelly Liggan a gagné un titre en double sur le circuit WTA, outre douze tournois (dont quatre en simple) sur le circuit ITF.
Elle demeure, à ce jour, la seule Irlandaise à avoir atteint une finale sur le circuit WTA, en double dames à Pattaya en 2002.

## Palmarès

### Titre en double dames
| No | Date       | Nom et lieu du tournoi     | Catégorie | Dotation  | Surface    | Partenaire      | Finalistes                          | Score     |          |
| -- | ---------- | -------------------------- | --------- | --------- | ---------- | --------------- | ----------------------------------- | --------- | -------- |
| 1  | 04/11/2002 | Volvo Women’s Open Pattaya | Tier V    | 110 000 $ | Dur (ext.) | Renata Voráčová | Lina Krasnoroutskaïa Tatiana Panova | 7-5, 7-67 | Parcours |

### Finale en double dames
Aucune

## Parcours en Grand Chelem

### En simple
N'a jamais participé à un tableau final.

### En double dames
| Année | Open d'Australie           | Open d'Australie           | Internationaux de France | Internationaux de France | Wimbledon                     | Wimbledon               | US Open | US Open |
| ----- | -------------------------- | -------------------------- | ------------------------ | ------------------------ | ----------------------------- | ----------------------- | ------- | ------- |
| 2003  | 1er tour (1/32) A. Widjaja | Elena Bovina Justine Henin | -                        | -                        | -                             | -                       | -       | -       |
| 2004  | -                          | -                          | -                        | -                        | 1er tour (1/32) Arantxa Parra | B. Schwartz Jasmin Wöhr | -       | -       |

Sous le résultat, la partenaire ; à droite, l’ultime équipe adverse.

## Classements WTA en fin de saison

### En simple
| Année | 1997 | 1998 | 1999 | 2000 | 2001 | 2002 | 2003 | 2004 | 2005 | 2006 | 2007 | 2008 | 2009 |
| Rang  | 576  | 438  | 366  | 238  | 252  | 213  | 211  | 267  | 287  | 209  | 275  | 482  | 768  |

Source : (en) « Classements de Kelly Liggan », sur le site officiel du WTA Tour

### En double
| Année | 1997 | 1998 | 1999 | 2000 | 2001 | 2002 | 2003 | 2004 | 2005 | 2006 |
| Rang  | 465  | 309  | 229  | 199  | 164  | 120  | 166  | 158  | 268  | 263  |

Source : (en) « Classements de Kelly Liggan », sur le site officiel du WTA Tour